# Хаплоиден набор
Ядрото на еукариотна клетка е хаплоидно ако в него има единичен набор от хромозоми, всяка от които не е част от хомоложна двойка. Клетка може да бъде наречена хаплоидна, ако ядрото ѝ е хаплоидно, а организъм – ако телесните му (соматични) клетки са хаплоидни. Единичен набор от хромозоми се нарича хаплоиден набор и се отбелязва с n.
В повечето еукариотни организми клетките с хаплоиден хромозомен набор са наречени гамети. Те се сливат (участват в оплождане), за да формират зигота с n двойки хромозоми, т.е. 2n хромозоми общо. Хромозомите от всяка двойка, едната, от които идва от сперматозоида, a втората – от яйцеклетката, са хомоложни. Клетки и организми с двойки хомоложни хромозоми се наричат диплоидни – имат диплоиден хромозомен набор (двоен хромозомен набор). Например повечето животни са диплоидни и произвеждат хаплоидни гамети. По време на мейоза в предшествениците на половите клетки броят на хромозомите намалява наполовина, като на случаен принцип се „избира“ по една хромозома от всяка хомоложна двойка, а резултатът е хаплоидни гамети. Поради факта, че хомоложните хромозоми обикновено се различават генетично, гаметите също често се различават генетично една от друга.
Телесните клетки при човека съдържат 46 хромозоми (2х23). Чрез мейоза броят на хромозомите намалява наполовина (23) и се образуват мъжките и женските гамети, наречени съответно сперматозоиди и яйцеклетки.

## Любопитно
Всички растения, както и много гъби и водорасли, преминават от хаплоидно в диплоидно състояние, като една от формите е доминираща. Това преминаване от една форма в друга се нарича редуване на поколенията. Повечето гъби и водорасли са хаплоидни през основния етап от живота си, както и растения като мъховете. Повечето животни са диплоидни. Изключение правят някои еукариотни организми като осите, пчелите и мравките, които използват система за определяне на пола, наречена Haplodiploidy. При нея всички мъжки представители произлизат от неоплодени яйца, а всички женски от оплодени. Това оставя мъжките представители с клетки с хаплоиден хромозомен набор.